# Naumburg
Naumburg ou Naumburgo é uma cidade da Alemanha, às margens do Rio Saale. Fica no distrito de Burgenlandkreis (distrito), no estado da Saxônia-Anhalt, que antigamente era parte da Alemanha Oriental.  Está aproximadamente 60 km a sudoeste de Leipzig, 50 km a sudeste de Halle e 40 km a nordeste de Jena.
Em 1028, o Papa João XIX aprovou a transferência do Bispado de Zeitz para Naumburg. Até a Reforma (até 1568), Naumburg foi a sede dos bispos. Tornou-se cidade em 1144. Naumburg era um importante centro de comércio na Via Regia, na Idade Média. A ascensão de Leipzig como centro de feiras de comércio a partir de 1500 e a Guerra dos Trinta Anos, fez com que a economia da cidade fosse afetada negativamente. 
No século XV, Naumburg era um membro livre da Liga Hanseática mas, em 1564, foi conquistada pela Saxônia. Após o Congresso de Viena, em 1815, Naumburg foi cedida para o Reino da Prússia, tornando-se parte da Província da Saxônia. 
A obra arquitetônica mais importante da cidade é a Catedral, que apresenta traços Góticos e do final do Românico. Foi construída entre os séculos XIII e XV.
O filósofo alemão Friedrich Nietzsche passou sua infância em Naumburg na casa de sua família, que agora é um museu. 
Todos os anos, no último final de semana de Junho, quando as cerejas estão maduras, a cidade de Naumburg celebra o Hussite-Cherry Festival. Esse festival tem uma longa tradição e data, pelo menos, do século XVI. 
Um dos mais importantes organistas da Renascença na Alemanha, Elias Ammerbach, nasceu em Naumburg em 1530.